# Граф Глостер
Граф Глостер (англ. Earl of Gloucester) — один из старейших графских титулов Англии. Титул был впервые учреждён в 1122 году для Роберта Глостерского, побочного сына короля Генриха I Боклерка и руководителя партии императрицы Матильды в период феодальной анархии. Впоследствии обладателями титула были представители семьи де Клер, среди которых наибольшую роль в английской истории сыграл Гилберт Рыжий, 7-й граф Глостер, лидер баронской оппозиции во второй половине XIII века. Последняя креация титула состоялась в 1397 году, когда графом Глостер стал один из соратников короля Ричарда II Томас Деспенсер, дальний потомок Роберта Глостерского. В 1399 году титул был конфискован и с тех пор не существует. В конце XIV века в английскую систему дворянских титулов был введён титул герцога Глостер, который в дальнейшем присваивался членам королевской фамилии.

## История титула
По одной из версий, впервые титул графа Глостер был учреждён около 1093 года для некоего Вильгельма Фиц-Эсташа (ум. 1094), предположительно сына Евстахия II, графа Булонского, участника нормандского завоевания Англии. Иногда также первым графом Глостер называют Роберта Фиц-Хэмона (ум. 1107), покорителя Гламоргана и основателя Кардиффа. Обе эти версии, однако, не имеют под собой прочных оснований. По всей видимости, и Вильгельм Фиц-Эсташ, и Роберт Фиц-Хэмон не обладали графским титулом, а являлись лордами города Глостер.

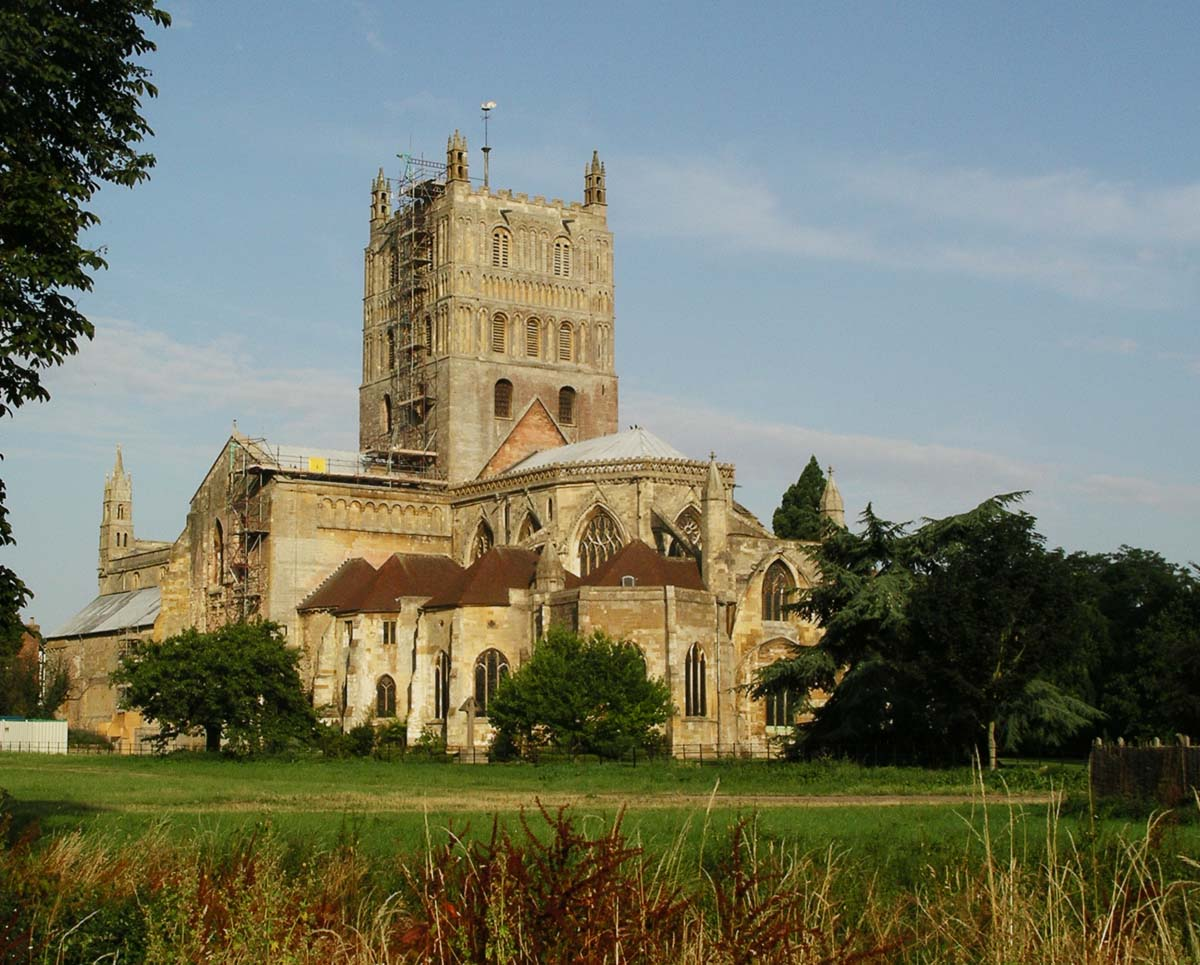
Аббатство Тьюксбери, патронируемое в Средние века графами Глостер

Первым безусловным носителем титула графа Глостер был Роберт (ум. 1147), старший из побочных детей английского короля Генриха I, выдающийся полководец и глава партии сторонников императрицы Матильды в период гражданской войны 1135—1154 годов. Очевидно, титул был учреждён в 1122 году и был одним из двух графских титулов, пожалованных в течение всего долгого правления Генриха I. После смерти сына Роберта Глостерского, не имевшего детей мужского пола, титул продолжила носить его дочь Изабелла, вышедшая замуж за Иоанна, сына Генриха II Плантагенета, который в 1199 году стал королём Англии. После развода с королём в 1199 году Изабелла сохраняла титул графини Глостер, за исключением периода 1200—1213 годов, когда титул и относящиеся к нему владения были переданы королём Амори VI де Монфору в обмен на графство Эврё. По праву своей супруги титул графа Глостер носили также второй и третий мужья Изабеллы — Джефри де Мандевиль, граф Эссекс (ум. 1216), и Хью де Бург, граф Кент (ум. 1243).
После смерти Изабеллы Глостерской титул, вероятно, некоторое время носила её сестра Амиция (ум. 1225). Однако уже в 1218 году право на ношение титула графа Глостера было признано за Гилбертом де Клером, 5-м графом Хартфордом, сыном Амиции и Ричарда де Клера, одного из лидеров движения баронов, приведшего к подписанию Великой хартии вольностей. Прямые потомки Гилберта де Клера продолжали носить титул графа Глостера до 1314 года. Род де Клеров являлся одним из наиболее могущественных аристократических домов Англии XIII века и его представители играли ведущие роли в политической жизни страны. Наиболее известен Гилберт де Клер Рыжий, 3-й граф Глостер, активный участник баронских войн в конце правления Генриха III и кампаний по завоеванию Уэльса при Эдуарде I. После смерти в 1314 году последнего графа из дома де Клер, его владения были разделены между потомками дочерей Гилберта Рыжего, которые также выдвинули претензии на право ношения титула графа Глостера. В частности, есть основания полагать, что данный титул использовали:
- Ральф де Монтермар (ум. ок. 1325), второй супруг Джоанны Акрской, вдовы Гилберта Рыжего, по крайней мере при жизни своей жены (ум. 1307);
- Хью ле Диспенсер Младший (казнён в 1326), супруг Элеоноры де Клер, старшей дочери Гилберта Рыжего;
- Хью де Одли (ум. 1347), супруг Маргарет де Клер, средней дочери Гилберта Рыжего.

Последняя креация титула графа Глостер состоялась в 1397 году для Томаса Деспенсера, соратника короля Ричарда II и участника подавления движения лордов-апеллянтов. После прихода к власти Генриха IV в 1399 году Томас Деспенсер был лишён титула, а в следующем году казнён. В дальнейшем титул графа Глостера не присваивался, будучи вытесненным титулом герцог Глостера, который начиная с 1385 года периодически жаловался младшим членам королевской фамилии Англии и Великобритании.

## Список графов Глостер

Герб дома де Клер

Герб дома де Монтермар

Герб Хью де Одли

Герб дома Деспенсер

### Граф Глостер, первая креация (1122)
- Роберт, 1-й граф Глостер (1100—1147), незаконнорожденный сын Генриха I, короля Англии;
- Уильям Фиц-Роберт, 2-й граф Глостер (1121—1183), сын предыдущего;
- Изабелла Глостерская (ум. 1216), дочь предыдущего;
- Иоанн Безземельный (1166—1216), король Англии (с 1199 года), супруг предыдущей.

### Граф Глостер, вторая креация (1218)
- Гилберт де Клер, 5-й граф Хартфорд, 1-й граф Глостер (1180—1230), внук Уильяма Фиц-Роберта, 2-го графа Глостер;
- Ричард де Клер, 6-й граф Хартфорд, 2-й граф Глостер (1222—1262), сын предыдущего;
- Гилберт де Клер, 7-й граф Хартфорд, 3-й граф Глостер (1243—1295), сын предыдущего;
- Гилберт де Клер, 8-й граф Хартфорд, 4-й граф Глостер (1291—1314), сын предыдущего.

### Граф Глостер, третья креация (1299)
- Ральф де Монтермар (ум. 1325) (владел титулом при жизни жены, Джоанны Акрской (до 1307 года), вдовы Гилберта де Клера, 3-го графа Глостер).

### Граф Глостер, четвёртая креация (1337)
- Хью де Одли, граф Глостер (ум. 1347), супруг дочери Гилберта де Клера, 3-го графа Глостер.

### Граф Глостер, пятая креация (1397)
- Томас Диспенсер, граф Глостер (1373—1400), лишён титула в 1399 году, праправнук Гилберта де Клера, 3-го графа Глостер.